# NGC 2520
NGC 2520 je otvoreni skup u zviježđu Krmi. 

## Vanjske poveznice
- SEDS: NGC 2520